# Johan Svantesson
Johan Gustaf Sören Svantesson, född 13 september 1992, är en svensk före detta fotbollsspelare (anfallare) som avslutade sin karriär i Gefle IF.
Svantessons moderklubb är Levene/Skogslund IF. Han värvades inför säsongen 2012 av Gefle IF från division 4-klubben Vara SK. Han gjorde fyra inhopp för Gefle i Allsvenskan 2012. I september 2013 meddelade Svantesson att han slutade med fotbollen på grund av sina skadeproblem.

### Webbkällor
- Johan Svantesson på Svenska Fotbollförbundets webbplats
- Johan Svantesson på elitefootball